# 池田政和 (オートレース選手)
池田 政和（いけだ まさかず、1973年2月11日 - ）は、日本のオートレース選手。埼玉県鳩ヶ谷市（現在は合併されて川口市）出身、23期。元船橋オートレース場所属、2016年4月より川口オートレース場所属。所有車は「デルエンナビ、デキスギクン、カイザー、マンティス、アイコネリ、ミオン、カイザー２、ヤマセンコー、マツシバ」。

## 選手データ
- プロフィール
  - 選手登録 1993年7月2日
  - 身長　163.6cm
  - 体重　46.6kg
  - 血液型　O型
  - 趣味　魚釣り
  - 同期レーサー　浦田信輔（飯塚）、佐々木啓（山陽）など

- 戦歴 
  - 通算優勝回数:71回
  - グレードレース（SG,GI,GII）優勝回数:26回
  - 全国区レース優勝回数:9回（SG8回・プレミアムカップ1回）
  - SG優勝回数:8回
  - GI優勝回数:10回
  - GII優勝回数:8回
  - 全国競走成績第1位:1回

- 受賞歴
  - オートレース表彰選手
    - 最優秀選手賞:1回
    - 優秀選手賞:3回
    - 最優秀新鋭選手賞:2回
    - 優秀新鋭選手賞:1回
    - 特別賞:1回
    - 通算勝利記録選手賞（通算1着回数1,000回達成）

  - オートレース年間三賞（日刊スポーツ新聞社制定）
    - 殊勲賞:2回
    - 技能賞:1回

  - 日本プロスポーツ大賞
    - 功労賞:1回

## 略歴
- 1997年　
  - 優秀新鋭賞

- 1998年
  - 浜松　GI第40回秋のスピード王決定戦優勝
  - 船橋　GII第22・23回ウインターカップ優勝
  - 山陽　GIII（現・GII）第9回若獅子杯争奪戦優勝
  - 最優秀新鋭賞

- 1999年
  - 川口　SG第31回日本選手権優勝
  - 最優秀新鋭賞
  - 日本プロスポーツ大賞　功労賞

- 2000年
  - 船橋　SG第19回オールスター優勝
  - 川口　SG第14回SS王座決定戦優勝
  - 川口　GI開設48周年記念グランプリレース優勝

- 2001年
  - 船橋　GII第2回期別対抗チャレンジカップ優勝

- 2002年
  - 川口　SG第16回SS王座決定戦優勝
  - 船橋　GI第25回黒潮杯争奪戦優勝
  - 浜松　GI第44回秋のスピード王決定戦優勝
  - 優秀選手賞
  - 2002年賞金王（9072万8100円）

- 2003年
  - 伊勢崎　SG第35回日本選手権優勝
  - 船橋　GII第1回さざんかカップ・東西対抗戦優勝
  - 優秀選手賞
  - 特別賞

- 2004年
  - 川口　SG第18回SS王座決定戦優勝
  - 船橋　GIプレミアムカップ2004 in summer 優勝
  - 優秀選手賞

- 2005年
  - 浜松　SG第18回全日本選抜優勝
  - 川口　SG第20回SS王座決定戦優勝
  - 川口　GI開設53周年記念グランプリレース優勝
  - 最優秀選手賞
  - 2005年賞金王（1億1226万2200円）
  - 2005年後期全国ランキング第1位（平均競走得点142.308）

- 2008年
  - 船橋　GI第31回黒潮杯争奪戦優勝
  - 伊勢崎ナイター　GIIスターライトチャンピオンカップ争奪戦優勝

- 2009年
  - 船橋　GIIさざんかカップ優勝

- 2010年
  - 川口　GIサンケイスポーツ杯争奪・開設58周年記念グランプリレース優勝

- 2013年
  - 川口　GIサンケイスポーツ杯争奪・開設61周年記念グランプリレース優勝
  - 船橋　GIIチャレンジカップ優勝

- 2016年
  - 伊勢崎　GIIレジェンドカップ優勝

- 2020年
  - 第43回GI開場記念シルクカップ（伊勢崎オートレース場）優勝

- 2022年
  - 7月22日、伊勢崎オートレース場にて、史上28人目の1,000勝達成

## 人物
池田政和は、「王国」船橋の新時代を築いたエース選手である。

デビュー当時こそ華やかな活躍は無かったものの、1997年頃から徐々に全国区に名を売り出した。
そして、1999年に日本選手権オートレースを制覇すると、一躍トップレーサーの仲間入りを果たしたのである。
女性並の小柄な体躯ながら、身軽さを生かした走法が持ち味である。
1999年の初頭に池田の師匠であった藤川順二が殉職してしまった。その後、日本選手権で優勝した際には、人目を憚らず号泣した。
2000年のSGオールスターオートレースで3度目のSG載冠を果たした後、スランプに陥った池田は片平巧、高橋貢という歴戦の強豪の後塵を拝むことになる。エンジンが仕上がらず苦戦が続いた池田が復活の狼煙を上げた超抜エンジン「マンティス」。一般戦ながらも船橋開催で天才と呼ばれた片平等を10m前に置くスーパーハンデに位置することになる。2002年初頭の第16回スーパースター王座決定戦では、スーパースターフェスタの開催期間を通じて決定戦8車の練習走行が行われたが余りの試走タイムに下馬評が釣り上がる。本番で3.22という抜群の試走タイムを叩き出し、スタートに遅れながらもミズスマシのように強豪前車を抜き去り自身4度目のSG制覇に優勝インタビューで感極まった。
オートレースにおいて初めて競艇のように「超抜」エンジンと呼ばれた「マンティス」を駆り2002年濱野淳との日本選手権での激戦、2003年日本選手権優勝で借りを返す。また2004年に船橋で開催された第36回日本選手権優勝戦における高橋貢との死闘は有名。池田自身が準優勝となりながらも周囲からの反響に驚いた。そして翌2005年第20回スーパースター王座決定戦にて、高橋とまたもや鍔迫り合いを演じて優勝し借りを返した。雑草のように一度敗れても次に借りを返す執念のレースが池田をレース界最高峰に押し上げた。
同門で弟弟子にあたる永井大介とは非常に仲がよく、兄弟のような関係でさえある。また、非常に後輩思いでもあり、2007年のSG第11回オートレースGPの優勝戦後には、SG初優出初優勝を飾った後輩の武藤博臣を祝福する姿が見られた。

この優勝戦には自身も優出しており、グランドスラムを狙いながらも敗退してしまったのだが、素直に後輩の偉業を祝う姿に池田の優しさが現れていたと言えよう。
ドラえもんのファンであり、以前は競走車の呼名に「ドコデモドア」や「デキスギクン」といった、ドラえもんにまつわる名称を使用していた。「マツシバ」は、ドラえもんの製造工場の名前（松下電工と東芝を掛け合わせたもの）。また、以前使用していた呼名「ミオン」はペットの猫の名前でもある。
コインロッカーや下駄箱では8番を使うことが多い。これは、レースで最下位の8着にならないように8番を使い切ってしまうという願掛けでもある。
輝かしい成績を残している池田であるが、意外にも飯塚での優勝がいまだにない。過去に飯塚のSGで3回（第33回日本選手権5着・第13回全日本選抜7着・第4回オートレースGP3着）・GIでも幾度となく優出（第2回プレミアムC3着など）経験はあるものの、あと一歩のところで頂点には届かなかった。特に飯塚伝統のGI、ダイヤモンドレースは21世紀に入って以降5度も優出している（第44回及び50回3着・48回4着・49回5着・54回7着）だけに、全場制覇への期待が高まっている。
また、雨走路の競走成績が極端に悪い。2000年5月31日の地元オールスターでは鉄人島田信廣・怪物濱野淳・カミソリスタート有吉辰也・雨巧者鈴木幸治らを相手に優勝したものの、それ以降は湿走路でのレースは精彩を欠いている。近年では雨が降ると車券の対象外になることがほとんどで、良走路の時とは比べ物にならないほどの人気薄となる。ところが、2011年8月21日の利根コカ・コーラボトリングゼロカップ2011（船橋）において中村雅人・永井大介・伊藤信夫らを封じて通算59回目の優勝を湿走路で飾る。雨での優勝は、前述の第19回AS以来となる約11年3か月ぶり2回目。